# Mickey Hart
Michael Steven Hartman, conosciuto come Mickey Hart (Brooklyn, 11 settembre 1943), è un batterista, percussionista e musicologo statunitense.
Noto per essere stato il batterista del gruppo musicale acid rock californiano Grateful Dead e della sua derivazione New Riders of the Purple Sage, Hart ha anche avviato una carriera solista all'insegna di una costante ricerca sonora sui ritmi e le percussioni etniche nel campo della world music. Secondo le parole di Piero Scaruffi, i suoi dischi "sono summit multi-etnici in cui le culture di tutto il mondo ritrovano l'essenza umana che hanno in comune."

## Biografia
Mickey Hart è nato l'11 settembre del 1943 a Brooklyn (New York) da Leah e Lenny Hart, entrambi percussionisti. Durante gli studi liceali si è trasferito a Long Island dove ha suonato in una marching band e dove ha iniziato ad appassionarsi ai ritmi latini e africani, specialmente a quelli della musica di Tito Puente e Babatunde Olatunji.
Dopo essersi trasferito nella Bay Area di San Francisco, ha fatto la conoscenza di Bill Kreutzmann, che lo ha reso un batterista dei Grateful Dead e grazie al quale è entrato in contatto con la vivace scena psichedelica californiana. Dopo aver abbandonato la band nei primi anni settanta ha pubblicato Rolling Thunder (1972) che, sebbene sia stato effettivamente il primo album pubblicato a suo nome, esso ha in realtà visto la partecipazione di diversi membri dei Grateful Dead.
Ha approfondito il suo interesse per la world music dopo aver fatto amicizia con il tablista indiano Zakir Hussain, artista con cui ha collaborato nell'album Diga (1976): disco dal piglio mistico che viene considerato una pietra miliare della world music.
Dopo aver suonato alle musiche del film Apocalypse Now (1979) con i Rhythm Devils, un gruppo da lui fondato, il percussionista ha pubblicato alcuni album che seguono un approccio sperimentale come Yamantaka (1983), accompagnato dalle risonanze delle campane tibetane, e Music To Be Born By (1989), basato sul battito cardiaco del figlio di Hart quando era ancora nel grembo materno.
Nel 1991 è stato pubblicato Planet Drum, che ha ricevuto il primo Grammy Award in assoluto per il miglior album world music mentre Mickey Hart's Mystery Box (1996) adatta la caratteristica formula sonora percussiva di Hart al formato canzone. Collaborando con Zakir Hussain, Sikiru Adepoju e Giovanni Hidalgo, Hart ha successivamente registrato i due album Global Drum Project (2007) e Mysterium Tremendum (2012).

## Discografia

### Solista
- 1972 – Rolling Thunder
- 1976 – Diga
- 1980 – The Apocalypse Now Sessions
- 1983 – Däfos (con Airto Moreira e Flora Purim)
- 1983 – Yamantaka (con Henry Wolff e Nancy Hennings)
- 1989 – Music To Be Born By
- 1990 – At the Edge
- 1991 – Planet Drum
- 1996 – Mickey Hart's Mystery Box
- 1998 – Supralingua
- 1999 – Spirit Into Sound
- 2007 – Global Drum Project (con vari artisti)
- 2012 – Mysterium Tremendum (come Mickey Hart Band)
- 2013 – Superorganism (come Mickey Hart Band)
- 2017 – Ramu

## Libri
- Drumming at the Edge of Magic : A Journey into the Spirit of Percussion (1990)
- Planet Drum: A Celebration of Percussion and Rhythm (1991)
- Spirit into Sound: The Magic of Music (1999)
- Songcatchers: In Search of the World's Music (2003)